# Liga de Voleibol Superior (damer)
Liga de Voleibol Superior är den högsta volleybollserien för damer i Dominikanska republiken och har med flera uppehåll spelats sedan 1975.. Den består av seriespel följt av slutspel i cupformat. Segraren blir dominikanska mästare. Tävlingen organiseras av FeDoVoli.

## Resultat per år
| Säsong                               | Top fyra               | Top fyra               | Top fyra                   | Top fyra      |
| Mästare                              | Tvåa                   | Trea                   | Fyra                       |               |
| ------------------------------------ | ---------------------- | ---------------------- | -------------------------- | ------------- |
| 1975 mer information                 | Mirador                |                        |                            |               |
| 1976 mer information                 | Mirador                |                        |                            |               |
| 1977 mer information                 | Mirador                |                        |                            |               |
| 1978 mer information                 | Mirador                |                        |                            |               |
| Tävlingen genomfördes inte 1979      |                        |                        |                            |               |
| 1980 mer information                 | Mirador                |                        |                            |               |
| 1981 mer information                 | Mirador                |                        |                            |               |
| 1982 mer information                 | Mirador                |                        |                            |               |
| 1983 mer information                 | Mirador                |                        |                            |               |
| 1984 mer information                 | CD Naco                |                        |                            |               |
| 1985 mer information                 | Mirador                |                        |                            |               |
| 1986 mer information                 | BAMESO                 |                        |                            |               |
| 1987 mer information                 | BAMESO                 |                        |                            |               |
| 1988 mer information                 | BAMESO                 |                        |                            |               |
| 1989 mer information                 | Mirador                |                        |                            |               |
| 1990 mer information                 | BAMESO                 |                        |                            |               |
| 1991 mer information                 | Mirador                |                        |                            |               |
| 1992 mer information                 | Mirador                |                        |                            |               |
| 1993 mer information                 | Mirador                |                        |                            |               |
| 1994 mer information                 | Mirador                |                        |                            |               |
| 1995 mer information                 | Mirador                |                        |                            |               |
| 1996 mer information                 | Mirador                |                        |                            |               |
| 1997 mer information                 | Mirador                |                        |                            |               |
| 1998 mer information                 | Mirador                |                        |                            |               |
| 1999 mer information                 | Mirador                |                        |                            |               |
| 2000 mer information                 | Club Los Prados        |                        |                            |               |
| 2001 mer information                 | Mirador                |                        |                            |               |
| 2002 mer information                 | Mirador                |                        |                            |               |
| 2003 mer information                 | Mirador                |                        |                            |               |
| 2004 mer information                 | Mirador                |                        |                            |               |
| 2005 mer information                 | Mirador                |                        |                            |               |
| 2006 mer information                 | Club Los Prados        |                        |                            |               |
| 2007 mer information.                | Club Distrito Nacional | La Romana VC           | Santiago de los Caballeros | Santo Domingo |
| 2008 mer information.                | Club Distrito Nacional | San Cristóbal          | Santo Domingo              | La Romana VC  |
| Tävlingen genomfördes inte 2009      |                        |                        |                            |               |
| 2010 mer information.                | La Romana VC           | Club Distrito Nacional | AVM de Bonao               | CR de Moca    |
| Tävlingen genomfördes inte 2011-2017 |                        |                        |                            |               |
| 2018 mer information.                | Caribeñas              | Cristo Rey             | Guerreras VC               | Mirador       |
| 2019 mer information                 | Mirador                | Caribeñas VC           | Cristo Rey                 | Guerreras VC  |
| Tävlingen genomfördes inte 2020      |                        |                        |                            |               |
| 2021 mer information                 | Cristo Rey             | Caribeñas VC           | Guerreras VC               |               |